# Processi di Amasya

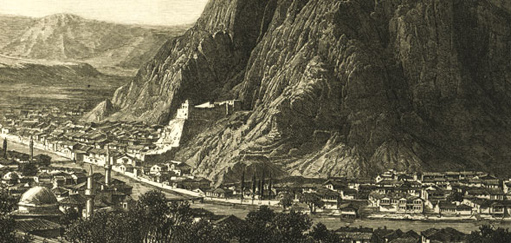
La città di Amasya, nell'entroterra della costa del Mar Nero, dove si svolsero i processi e le esecuzioni.

I processi di Amasya del 1921 furono i processi speciali ad hoc, organizzati dal Movimento Nazionale Turco, con lo scopo di uccidere in massa i rappresentanti greci della regione del Ponto attraverso un pretesto legale. Si verificarono ad Amasya, nell'odierna Turchia, durante la fase finale del genocidio dei greci del Ponto. Il numero totale delle persone giustiziate è stimato a circa 400-450, tra cui 155 eminenti greci del Ponto.

## Contesto
La politica di genocidio ottomano contro le popolazioni greche del Ponto fu avviata dopo lo scoppio della prima guerra mondiale (1914), principalmente attraverso la deportazione e le marce della morte forzate. Questa politica di sterminio venne intensificata, in seguito alle accuse relative al sostegno delle comunità greche per l'esercito russo. Di conseguenza, le autorità ottomane deportarono migliaia di greci locali nell'interno nell'Anatolia . La politica del genocidio ottomano prese una forma più violenta nel 1917, quando la Grecia entrò nella prima guerra mondiale. Un gran numero delle popolazioni deportate morì di malattie, stanchezza ed epidemie durante le marce della morte. Coloro che riuscirono a sopravvivere alle marce venivano violentati, islamizzati con la forza o assassinati. Nel frattempo, i leader della banda irregolare turca (cete), come Topal Osman, noto per il suo ruolo nel genocidio armeno, furono inviati contro i greci della provincia di Samsun nel 1916.

## Prove
Lo scopo dei nazionalisti turchi era quello di condurre sommariamente processi ed esecuzioni dell'élite greca del Ponto. Avrebbero potuto in tal modo sterminare i principali rappresentanti della comunità greca della zona costiera del Mar Nero con un pretesto legale, come parte della politica di genocidio ancora attiva. Questi "tribunali dell'indipendenza" furono condotti ad Amasya, una città nell'interno dell'Anatolia, lontano da qualsiasi consolato straniero, al fine di evitare la presenza di rappresentanti occidentali, poiché ciò era considerato una "questione interna".
Dal dicembre 1920 i nazionalisti turchi iniziarono ad arrestare in massa vari rappresentanti greci da tutte le parti della regione del Ponto, impriggionandoli ad Amasya. I processi iniziarono alla fine dell'agosto 1921, tuttavia, non fu mai trovata alcuna prova concreta che avrebbe collegato gli imputati alle attività anti-turche.Vi erano solo affermazioni astratte secondo cui alcuni greci avrebbero sostenuto l'esercito russo durante la prima guerra mondiale. Allo stesso modo, i nazionalisti turchi si sentirono offesi quando si resero conto, dopo le indagini, che le maglie della squadra di calcio greca locale Pontus Metzifon mostravano i colori della bandiera greca (blu e bianca).
I processi erano presieduti da Emin Bey Gevecioğlu, avvocato della vicina Samsun. Dopo un processo sommario, in cui il giudice gridava insulti agli accusati, il verdetto per la stragrande maggioranza di loro era la morte, con il pretesto che aveva organizzato l'indipendenza del Ponto. Le sentenze erano emesse immediatamente.
Dal 20 agosto al 21 settembre 1921, 177 greci della regione del Ponto furono impiccati a seguito di questi processi. Il numero totale esatto di quelli eseguiti dai processi Amasya è sconosciuto, mentre le stime variano da 400 a 450 persone. Il 25 settembre 1921, un giornale locale turco pubblicò un elenco di 155 eminenti greci del Ponto che furono impiccati nella piazza centrale di Amasya.
I condannati a morte erano politici, uomini d'affari, giornalisti e figure religiose della comunità greca locale. Tra loro c'era il vescovo assistente locale di Amasya, Euthemios Zelon, morto in prigione di tifo. Tuttavia, il tribunale lo condannò a morte postumo e il suo cadavere venne impiccato nella piazza centrale del paese insieme agli altri.

## Conseguenze e reazioni

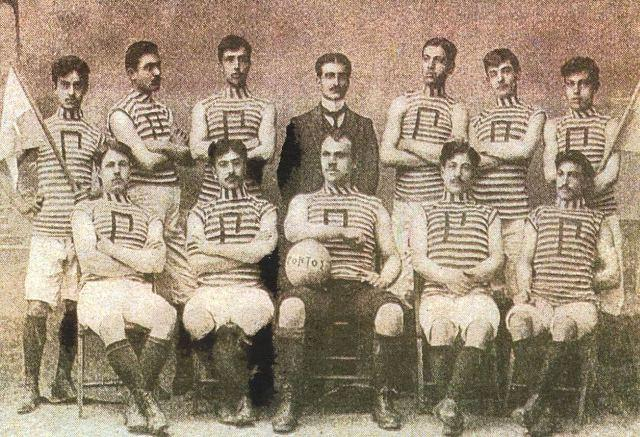
Alcuni calciatori del "Pontus Merzifon" (nella foto) furono condannati e impiccati, senza prove concrete di attività anti-turche: i nazionalisti turchi si sentirono offesi perché la maglia della squadra mostrava i colori della bandiera greca (bianco-blu).

I processi e le esecuzioni ad Amasya da parte del movimento turco di Mustafa Kemal riuscirono con un pretesto legale ad arrivare allo sterminio dell'élite greca del Ponto, mentre il totale delle vittime della comunità greca del Ponto, a seguito delle politiche ottomana e turca, dal 1915 al 1923, è stimato da 353.000 a 360.000.
Le reazioni per le atrocità commesse si verificarono sia all'interno che all'esterno della Turchia. L'impiccagione di Matthaios Kofidis ad Amasya, ex membro del parlamento ottomano, che si opponeva a qualsiasi forma di movimento di resistenza armata contro le autorità turche, causò rabbia anche tra la popolazione musulmana di Trebisonda, che si rifiutò di collaborare con i nazionalisti turchi, salvando così le vite di diversi greci locali.
Si segnalarono proteste in Grecia e nel Regno Unito. Inoltre, anche Paesi che a quel tempo erano alleati con i nazionalisti turchi, come Francia e Italia, condannarono le atrocità. La questione dello sterminio della popolazione greca del Ponto fu sollevata anche al Congresso degli Stati Uniti il 22 dicembre 1921 dal senatore William H. King.

## Condanne a morte
- Matthaios Kofidis, uomo d'affari e politico, ex membro del parlamento ottomano.
- Nikos Kapetanidis, giornalista ed editore di giornali.
- Pavlos Papadopoulos, direttore della banca ottomana di Samsun.[2]
- Iordanis Totomanidis, direttore del monopolio del tabacco a Bafra.
- Dimostene Dimitoglou, banchiere.
- Insegnanti e studenti della Mertsivan Anatolia High School, alcuni di loro erano giocatori della squadra di calcio della scuola "Pontus Merzifon".[8] Tre degli insegnanti uccisi erano un Ch. Evstathiades, G. Lamprianos e D. Theocharides.[16]
- Euthemios Zelon, vescovo metropolita aggiunto di Amasya.
- Platon Aivazidis, protosincello di Amasya.
- Georgios Th. Kakoulidis, commerciante.
- Chrysanthos, vescovo metropolita di Trebisonda, quest'ultimo arcivescovo di Atene.
- Karavaggelis Germanos, vescovo metropolita di Amasya.
- Laurentios, vescovo metropolita di Chaldia.[17]